# Hans Steger

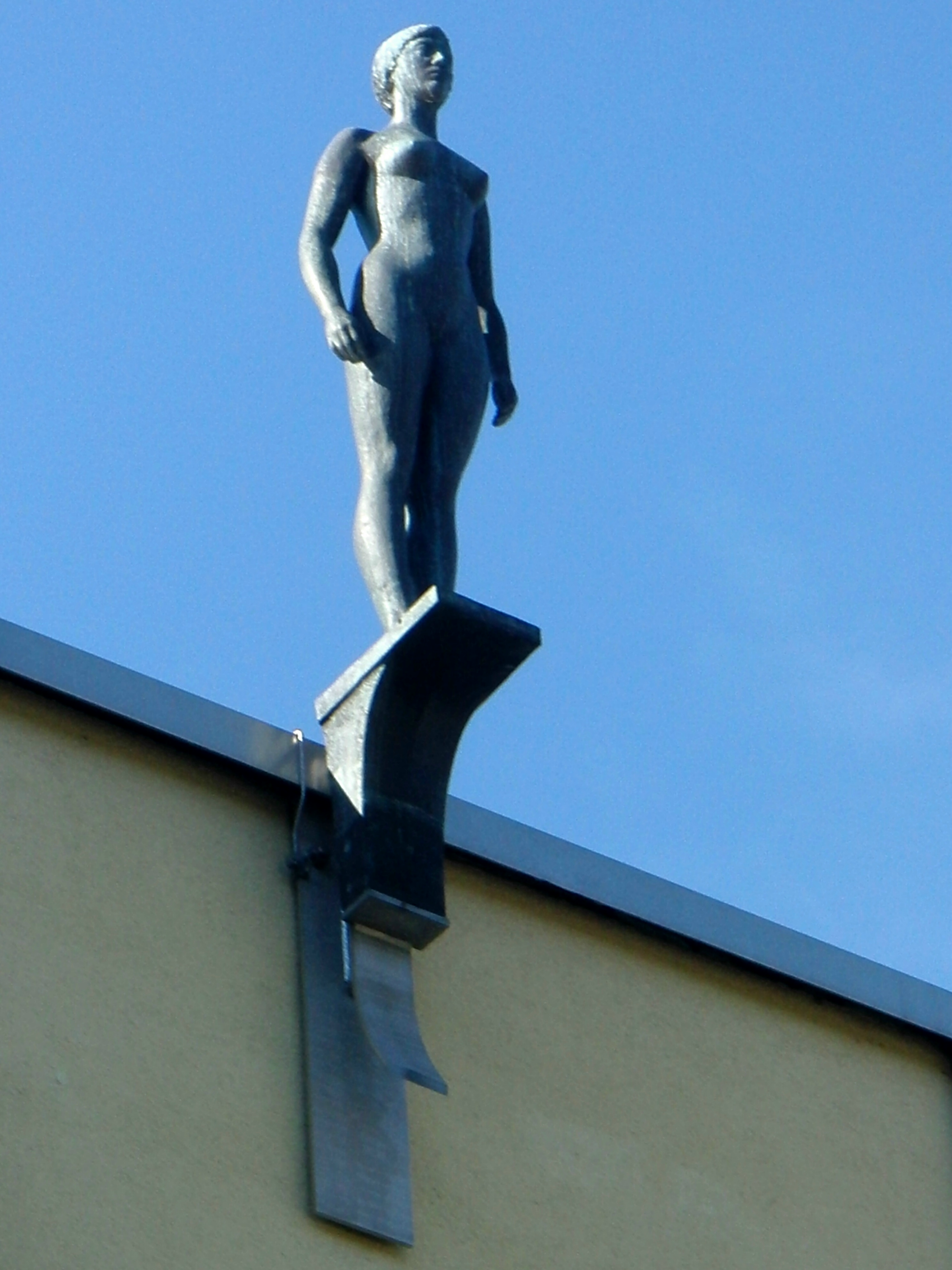
Figura pływaczki na dachu drezdeńskiej pływalni przy Freiberger Straße

Hans Steger (ur. 12 czerwca 1907 w Zeulenroda, zm. 9 stycznia 1968 w Dreźnie) – niemiecki rzeźbiarz.

## Życiorys
W latach 1921–1926 uczył się rzeźbić w drewnie. Później studiował na Akademii Sztuki Rzeźbiarskiej w Dreźnie pod okiem Georga Wrby i od 1928 na Vereinigten Staatsschulen für freie und angewandte Kunst w Berlinie u Wilhelma Gerstela. W latach 1940–1945 odbywał służbę wojskową. W 1945 został profesorem na Akademii Sztuki Rzeźbiarskiej w Dreźnie.